# Ліза Реймонд
Ліза Реймонд (англ. Lisa Raymond, 10 серпня 1983) — колишня американська тенісистка, яка спеціалізувалася здебільшого в парній грі, олімпійська медалістка.
Ліза виграла 11 титулів турнірів Великого шолома, 6 у парному розряді й 5 у міксті. Вона одна з небагатьох гравців, що здобули великий шолом за кар'єру в парному розряді. Серед партнерів Лізи були Мартіна Навратілова, Ренне Стаббс, Ліндсі Девенпорт, Саманта Стосур, Квета Пешке, Лізель Губер. У міксті Ліза грала з Майком Браяном.
Бронзову олімпійську медаль Реймонд виграла на Лондонській Олімпіаді в міксті разом із Майком Браяном.
В Кубку Федерації рахунок перемог-поразок становить 14–9.
Завершила кар'єру 2015 року.

## Особисте життя
Ліза Реймонд є лесбійкою. Вона перебувала у тривалих стосунках зі своєю колишньою партнеркою по парній ролі Ренне Стаббс.

## Фінали турнірів Великого шолома

### Парний розряд: 13 (6–7)
| Результат | Рік  | Турнір          | Покриття | Партнер            | Опоненти                             | Рахунок             |
| Поразка   | 1994 | French Open     | Ґрунт    | Ліндсі Девенпорт   | Джиджі Фернандес Наташа Звєрєва      | 6–2, 6–2            |
| Поразка   | 1997 | Australian Open | Тверде   | Ліндсі Девенпорт   | Мартіна Хінгіс Наташа Звєрєва        | 6–2, 6–2            |
| Поразка   | 1997 | French Open     | Ґрунт    | Мері Джо Фернандес | Джиджі Фернандес Наташа Звєрєва      | 6–2, 6–3            |
| Перемога  | 2000 | Australian Open | Тверде   | Ренне Стаббс       | Мартіна Хінгіс Марі П'єрс            | 6–4, 5–7, 6–4       |
| Перемога  | 2001 | Wimbledon       | Трава    | Ренне Стаббс       | Кім Клейстерс Суґіяма Ай             | 6–4, 6–3            |
| Перемога  | 2001 | US Open         | Тверде   | Ренне Стаббс       | Кімберлі По Наталі Тозья             | 6–2, 5–7, 7–5       |
| Поразка   | 2002 | French Open     | Ґрунт    | Ренне Стаббс       | Вірхінія Руано Паскуаль Паола Суарес | 6–4, 6–2            |
| Перемога  | 2005 | US Open         | Тверде   | Саманта Стосур     | Олена Дементьєва Флавія Пеннетта     | 6–2, 5–7, 6–3       |
| Поразка   | 2006 | Australian Open | Тверде   | Саманта Стосур     | Янь Цзи Чжен Цзє                     | 2–6, 7–6(7), 6–3    |
| Перемога  | 2006 | French Open     | Ґрунт    | Саманта Стосур     | Даніела Гантухова Суґіяма Ай         | 6–3, 6–2            |
| Поразка   | 2008 | Wimbledon       | Трава    | Саманта Стосур     | Серена Вільямс Вінус Вільямс         | 6–2, 6–2            |
| Поразка   | 2008 | US Open         | Тверде   | Саманта Стосур     | Кара Блек Лізель Губер               | 6–3, 7–6(6)         |
| Перемога  | 2011 | US Open         | Тверде   | Лізель Губер       | Ваня Кінг Ярослава Шведова           | 4–6, 7–6(5), 7–6(3) |

### Мікст: 10 (5–5)
| Результат | Рік  | Турнір      | Покриття | Партнер         | Опоненти                          | Рахунок          |
| Перемога  | 1996 | US Open     | Тверде   | Патрік Гелбрайт | Манон Боллеграф Рік Ліч           | 7–6(6), 7–6(4)   |
| Поразка   | 1997 | French Open | Ґрунт    | Патрік Гелбрайт | Хіракі Ріка Магеш Бгупаті         | 6–4, 6–1         |
| Поразка   | 1998 | US Open     | Тверде   | Патрік Гелбрайт | Серена Вільямс Максим Мирний      | 6–2, 6–2         |
| Перемога  | 1999 | Wimbledon   | Трава    | Леандер Паес    | Анна Курникова Йонас Бйоркман     | 6–4, 3–6, 6–3    |
| Поразка   | 2001 | US Open     | Тверде   | Леандер Паес    | Ренне Стаббс Тодд Вудбрідж        | 6–4, 5–7, [11–9] |
| Перемога  | 2002 | US Open     | Тверде   | Майк Браян      | Катарина Среботнік Боб Браян      | 7–6(9), 7–6(1)   |
| Перемога  | 2003 | French Open | Ґрунт    | Майк Браян      | Олена Лиховцева Магеш Бгупаті     | 6–3, 6–4         |
| Поразка   | 2010 | Wimbledon   | Трава    | Веслі Муді      | Кара Блек Леандер Паес            | 6–4, 7–6(5)      |
| Перемога  | 2012 | Wimbledon   | Трава    | Майк Браян      | Олена Весніна Леандер Паес        | 6–3, 5–7, 6–4    |
| Поразка   | 2013 | Wimbledon   | Трава    | Бруно Соарес    | Крістіна Младенович Деніел Нестор | 5–7, 6–2, 8–6    |

## Фінали турнірів WTA

### Одиночний розряд: 12 (4–8)
| Перемога — Легенда                           |
| -------------------------------------------- |
| Турніри Великого шолома турніри (0–0)        |
| Турніри WTA Tour (0–0)                       |
| Tier I / Premier Mandatory & Premier 5 (0–0) |
| Tier II / Premier (0–3)                      |
| Tier III, IV & V / International (4–5)       |

| Результат | Ранг | Дата            | Турнір                    | Покриття   | Опонент              | Рахунок             |
| Поразка   | 1.   | 22 травня 1994  | WTA Swiss Open            | Ґрунт      | Ліндсі Девенпорт     | 7–6(7–3), 6–4       |
| Поразка   | 2.   | 12 лютого 1995  | Ameritech Cup             | Килим (i)  | Магдалена Малеєва    | 7–5, 7–6(7–2)       |
| Поразка   | 3.   | 6 серпня 1995   | Southern California Open  | Тверде     | Кончіта Мартінес     | 6–2, 6–0            |
| Перемога  | 1.   | 27 жовтня 1996  | Tournoi de Québec         | Тверде (i) | Ельс Калленс         | 6–4, 6–4            |
| Поразка   | 4.   | 23 лютого 1997  | Оклагома-Сіті             | Тверде (i) | Ліндсі Девенпорт     | 6–4, 6–2            |
| Поразка   | 5.   | 12 жовтня 1997  | Porsche Tennis Grand Prix | Тверде (i) | Мартіна Хінгіс       | 6–4, 6–2            |
| Перемога  | 2.   | 18 червня 2000  | Birmingham Classic        | Трава      | Тамарін Танасугарн   | 6–2, 6–7(7–9), 6–4  |
| Поразка   | 6.   | 28 жовтня 2001  | BGL Luxembourg Open       | Тверде (i) | Кім Клейстерс        | 6–2, 6–2            |
| Перемога  | 3.   | 23 лютого 2002  | Мемфіс                    | Тверде (i) | Александра Стівенсон | 4–6, 6–3, 7–6(11–9) |
| Поразка   | 7.   | 15 вересня 2002 | Waikoloa                  | Тверде     | Кара Блек            | 7–6(7–1), 6–4       |
| Перемога  | 4.   | 22 лютого 2003  | Мемфіс                    | Тверде (i) | Аманда Кетцер        | 6–3, 6–2            |
| Поразка   | 8.   | 21 лютого 2004  | Мемфіс                    | Тверде (i) | Віра Звонарьова      | 4–6, 6–4, 7–5       |

### Парний розряд: 122 (79–43)
| Перемога — Легенда                             |
| ---------------------------------------------- |
| Турніри Великого шлема турніри (6–7)           |
| Турніри WTA Tour (4–0)                         |
| Tier I / Premier Mandatory & Premier 5 (24–13) |
| Tier II / Premier (35–17)                      |
| Tier III, IV & V / International (10–6)        |

| Результат | Ранг | Дата              | Турнір                                 | Покриття   | Партнер             | Опоненти                                          | Рахунок               |
| Перемога  | 1.   | 26 вересня 1993   | Токіо                                  | Тверде     | Чанда Рубін         | Аманда Кетцер Лінда Вілд                          | 6–4, 6–1              |
| Перемога  | 2.   | 27 лютого 1994    | Мастерс Індіан-Веллс                   | Тверде     | Ліндсі Девенпорт    | Манон Боллеграф Гелена Сукова                     | 6–2, 6–4              |
| Поразка   | 1.   | 5 червня 1994     | Відкритий чемпіонат Франції з тенісу   | Ґрунт      | Ліндсі Девенпорт    | Джиджі Фернандес Наташа Звєрєва                   | 6–2, 6–2              |
| Поразка   | 2.   | 14 серпня 1994    | LA Women's Tennis Championships        | Тверде     | Яна Новотна         | Жулі Алар-Декюжі Наталі Тозья                     | 6–1, 0–6, 6–1         |
| Перемога  | 3.   | 5 березня 1995    | Мастерс Індіан-Веллс                   | Тверде     | Ліндсі Девенпорт    | Аранча Санчес Вікаріо Лариса Савченко-Нейланд     | 2–6, 6–4, 6–3         |
| Поразка   | 3.   | 5 листопада 1995  | Tournoi de Québec                      | Тверде (i) | Ренне Стаббс        | Ніколь Арендт Манон Боллеграф                     | 7–6(6), 4–6, 6–2      |
| Перемога  | 4.   | 3 листопада 1996  | Ameritech Cup                          | Килим (i)  | Ренне Стаббс        | Анджела Леттьєр Міягі Нана                        | 6–1, 6–1              |
| Перемога  | 5.   | 17 листопада 1996 | Філадельфія                            | Килим (i)  | Ренне Стаббс        | Ніколь Арендт Лорі Макніл                         | 6–4, 3–6, 6–3         |
| Поразка   | 4.   | 26 січня 1997     | Відкритий чемпіонат Австралії з тенісу | Тверде     | Ліндсі Девенпорт    | Мартіна Хінгіс Наташа Звєрєва                     | 6–2, 6–2              |
| Поразка   | 5.   | 16 березня 1997   | Мастерс Індіан-Веллс                   | Тверде     | Наталі Тозья        | Ліндсі Девенпорт Наташа Звєрєва                   | 6–3, 6–2              |
| Поразка   | 6.   | 8 червня 1997     | Відкритий чемпіонат Франції з тенісу   | Ґрунт      | Мері Джо Фернандес  | Джиджі Фернандес Наташа Звєрєва                   | 6–2, 6–3              |
| Перемога  | 6.   | 26 жовтня 1997    | Tournoi de Québec                      | Тверде (i) | Ренне Стаббс        | Александра Фусаї Наталі Тозья                     | 6–4, 5–7, 7–5         |
| Перемога  | 7.   | 16 листопада 1997 | Філадельфія                            | Килим (i)  | Ренне Стаббс        | Ліндсі Девенпорт Яна Новотна                      | 6–3, 7–5              |
| Перемога  | 8.   | 22 лютого 1998    | Hanover                                | Килим (i)  | Ренне Стаббс        | Олена Лиховцева Кароліна Віс                      | 6–1, 6–7(4), 6–3      |
| Поразка   | 7.   | 5 квітня 1998     | Volvo Car Open                         | Ґрунт      | Ренне Стаббс        | Кончіта Мартінес Патрісія Тарабіні                | 3–6, 6–4, 6–4         |
| Поразка   | 8.   | 14 червня 1998    | Birmingham Classic                     | Трава      | Ренне Стаббс        | Ельс Калленс Жулі Алар-Декюжі                     | 2–6, 6–4, 6–4         |
| Перемога  | 9.   | 16 серпня 1998    | Бостон                                 | Тверде     | Ренне Стаббс        | Маріан де Свардт Мері Джо Фернандес               | 6–4, 6–4              |
| Поразка   | 9.   | 25 жовтня 1998    | Кубок Кремля                           | Килим (i)  | Ренне Стаббс        | Марі П'єрс Наташа Звєрєва                         | 6–3, 6–4              |
| Перемога  | 10.  | 28 лютого 1999    | Оклагома-Сіті                          | Тверде (i) | Ренне Стаббс        | Аманда Кетцер Джессіка Стек                       | 6–3, 6–4              |
| Поразка   | 10.  | 11 квітня 1999    | Amelia Island Championships            | Ґрунт      | Ренне Стаббс        | Кончіта Мартінес Патрісія Тарабіні                | 7–5, 0–6, 6–4         |
| Поразка   | 11.  | 15 серпня 1999    | LA Women's Tennis Championships        | Тверде     | Ренне Стаббс        | Аранча Санчес Вікаріо Лариса Савченко-Нейланд     | 6–2, 6–7(5), 6–0      |
| Перемога  | 11.  | 29 серпня 1999    | Connecticut Open                       | Тверде     | Ренне Стаббс        | Олена Лиховцева Яна Новотна                       | 7–6(1), 6–2           |
| Перемога  | 12.  | 17 жовтня 1999    | Zurich Open                            | Тверде (i) | Ренне Стаббс        | Наталі Тозья Наташа Звєрєва                       | 6–2, 6–2              |
| Перемога  | 13.  | 24 жовтня 1999    | Кубок Кремля                           | Килим (i)  | Ренне Стаббс        | Жулі Алар-Декюжі Анке Губер                       | 6–1, 6–0              |
| Перемога  | 14.  | 14 листопада 1999 | Філадельфія                            | Килим (i)  | Ренне Стаббс        | Чанда Рубін Сандрін Тестю                         | 6–1, 7–6(2)           |
| Перемога  | 15.  | 30 січня 2000     | Відкритий чемпіонат Австралії з тенісу | Тверде     | Ренне Стаббс        | Мартіна Хінгіс Марі П'єрс                         | 6–4, 5–7, 6–4         |
| Перемога  | 16.  | 21 травня 2000    | Мастерс Рим                            | Ґрунт      | Ренне Стаббс        | Аранча Санчес Вікаріо Магі Серна                  | 6–3, 4–6, 6–2         |
| Перемога  | 17.  | 28 травня 2000    | Мадрид                                 | Ґрунт      | Ренне Стаббс        | Гала Леон Гарсія Марія Санчес Лоренсо             | 6–1, 6–3              |
| Поразка   | 12.  | 25 червня 2000    | Eastbourne International               | Трава      | Ренне Стаббс        | Суґіяма Ай Наталі Тозья                           | 2–6, 6–3, 7–6(3)      |
| Перемога  | 18.  | 6 серпня 2000     | Southern California Open               | Тверде     | Ренне Стаббс        | Ліндсі Девенпорт Анна Курникова                   | 4–6, 6–3, 7–6(6)      |
| Поразка   | 13.  | 12 листопада 2000 | Філадельфія                            | Килим (i)  | Ренне Стаббс        | Мартіна Хінгіс Анна Курникова                     | 6–2, 7–5              |
| Поразка   | 14.  | 14 січня 2001     | Sydney International                   | Тверде     | Ренне Стаббс        | Анна Курникова Барбара Шетт                       | 6–2, 7–5              |
| Перемога  | 19.  | 4 лютого 2001     | Toray Pan Pacific Open                 | Килим (i)  | Ренне Стаббс        | Анна Курникова Ірода Туляганова                   | 7–6(5), 2–6, 7–6(6)   |
| Перемога  | 20.  | 4 березня 2001    | Scottsdale                             | Тверде     | Ренне Стаббс        | Кім Клейстерс Меган Шонессі                       | walkover              |
| Поразка   | 15.  | 1 квітня 2001     | Мастерс Маямі                          | Тверде     | Ренне Стаббс        | Аранча Санчес Вікаріо Наталі Тозья                | 6–0, 6–4              |
| Перемога  | 21.  | 22 квітня 2001    | Volvo Car Open                         | Ґрунт      | Ренне Стаббс        | Вірхінія Руано Паскуаль Паола Суарес              | 5–7, 7–6(5), 6–3      |
| Поразка   | 16.  | 26 травня 2001    | Мадрид                                 | Ґрунт      | Ренне Стаббс        | Вірхінія Руано Паскуаль Паола Суарес              | 7–5, 2–6, 7–6(4)      |
| Перемога  | 22.  | 23 червня 2001    | Eastbourne International               | Трава      | Ренне Стаббс        | Кара Блек Олена Лиховцева                         | 6–2, 6–2              |
| Перемога  | 23.  | 8 липня 2001      | Вімблдонський турнір                   | Трава      | Ренне Стаббс        | Кім Клейстерс Суґіяма Ай                          | 6–4, 6–3              |
| Перемога  | 24.  | 9 вересня 2001    | Відкритий чемпіонат США з тенісу       | Тверде     | Ренне Стаббс        | Кімберлі По Наталі Тозья                          | 6–2, 5–7, 7–5         |
| Перемога  | 25.  | 14 жовтня 2001    | Porsche Tennis Grand Prix              | Тверде (i) | Ліндсі Девенпорт    | Жустін Енен Меган Шонессі                         | 6–4, 6–7(4), 7–5      |
| Перемога  | 26.  | 21 жовтня 2001    | Zurich Open                            | Тверде (i) | Ліндсі Девенпорт    | Сандрін Тестю Роберта Вінчі                       | 6–3, 2–6, 6–2         |
| Перемога  | 27.  | 4 листопада 2001  | Чемпіонат WTA                          | Килим (i)  | Ренне Стаббс        | Кара Блек Олена Лиховцева                         | 7–5, 3–6, 6–3         |
| Перемога  | 28.  | 13 січня 2002     | Sydney International                   | Тверде     | Ренне Стаббс        | Мартіна Хінгіс Анна Курникова                     | walkover              |
| Перемога  | 29.  | 3 лютого 2002     | Toray Pan Pacific Open                 | Килим (i)  | Ренне Стаббс        | Ельс Калленс Роберта Вінчі                        | 6–1, 6–1              |
| Перемога  | 30.  | 3 березня 2002    | Scottsdale                             | Тверде     | Ренне Стаббс        | Кара Блек Олена Лиховцева                         | 6–3, 5–7, 7–6(4)      |
| Перемога  | 31.  | 16 березня 2002   | Мастерс Індіан-Веллс                   | Тверде     | Ренне Стаббс        | Олена Дементьєва Жанетта Гусарова                 | 7–5, 6–0              |
| Перемога  | 32.  | 1 квітня 2002     | Мастерс Маямі                          | Тверде     | Ренне Стаббс        | Вірхінія Руано Паскуаль Паола Суарес              | 7–6(4), 6–7(4), 6–3   |
| Перемога  | 33.  | 21 квітня 2002    | Volvo Car Open                         | Ґрунт      | Ренне Стаббс        | Александра Фусаї Кароліна Віс                     | 6–4, 3–6, 7–6(4)      |
| Поразка   | 17.  | 9 червня 2002     | Відкритий чемпіонат Франції з тенісу   | Ґрунт      | Ренне Стаббс        | Вірхінія Руано Паскуаль Паола Суарес              | 6–4, 6–2              |
| Перемога  | 34.  | 22 червня 2002    | Eastbourne International               | Трава      | Ренне Стаббс        | Кара Блек Олена Лиховцева                         | 6–7(5), 7–6(6), 6–2   |
| Перемога  | 35.  | 28 липня 2002     | Silicon Valley Classic                 | Тверде     | Ренне Стаббс        | Жанетта Гусарова Кончіта Мартінес                 | 6–1, 6–1              |
| Перемога  | 36.  | 13 жовтня 2002    | Porsche Tennis Grand Prix              | Тверде (i) | Ліндсі Девенпорт    | Меган Шонессі Паола Суарес                        | 6–2, 6–4              |
| Поразка   | 18.  | 2 лютого 2003     | Toray Pan Pacific Open                 | Килим (i)  | Ліндсі Девенпорт    | Олена Бовіна Ренне Стаббс                         | 6–3, 6–4              |
| Поразка   | 19.  | 2 березня 2003    | Scottsdale                             | Тверде     | Ліндсі Девенпорт    | Кім Клейстерс Суґіяма Ай                          | 6–1, 6–4              |
| Перемога  | 37.  | 15 березня 2003   | Мастерс Індіан-Веллс                   | Тверде     | Ліндсі Девенпорт    | Кім Клейстерс Суґіяма Ай                          | 3–6, 6–4, 6–1         |
| Перемога  | 38.  | 20 квітня 2003    | Amelia Island Championships            | Ґрунт      | Ліндсі Девенпорт    | Вірхінія Руано Паскуаль Паола Суарес              | 7–5, 6–2              |
| Перемога  | 39.  | 21 червня 2003    | Eastbourne International               | Трава      | Ліндсі Девенпорт    | Дженніфер Капріаті Магі Серна                     | 6–3, 6–2              |
| Перемога  | 40.  | 27 липня 2003     | Silicon Valley Classic                 | Тверде     | Кара Блек           | Чо Юн Чон Франческа Ск'явоне                      | 7–6(5), 6–1           |
| Поразка   | 20.  | 3 серпня 2003     | Southern California Open               | Тверде     | Ліндсі Девенпорт    | Кім Клейстерс Суґіяма Ай                          | 6–4, 7–5              |
| Перемога  | 41.  | 12 жовтня 2003    | Porsche Tennis Grand Prix              | Тверде (i) | Ренне Стаббс        | Кара Блек Мартіна Навратілова                     | 6–2, 6–4              |
| Перемога  | 42.  | 2 листопада 2003  | Філадельфія                            | Тверде (i) | Мартіна Навратілова | Кара Блек Ренне Стаббс                            | 6–3, 6–4              |
| Поразка   | 21.  | 18 квітня 2004    | Volvo Car Open                         | Ґрунт      | Мартіна Навратілова | Вірхінія Руано Паскуаль Паола Суарес              | 6–4, 6–1              |
| Перемога  | 43.  | 22 травня 2004    | Відень, Австрія                        | Ґрунт      | Мартіна Навратілова | Кара Блек Ренне Стаббс                            | 6–2, 7–5              |
| Поразка   | 22.  | 28 серпня 2004    | Connecticut Open                       | Тверде     | Мартіна Навратілова | Надія Петрова Меган Шонессі                       | 6–1, 1–6, 7–6(4)      |
| Перемога  | 44.  | 7 листопада 2004  | Філадельфія                            | Тверде (i) | Алісія Молік        | Лізель Губер Коріна Мораріу                       | 7–5, 6–4              |
| Поразка   | 23.  | 2 квітня 2005     | Мастерс Маямі                          | Тверде     | Ренне Стаббс        | Світлана Кузнецова Алісія Молік                   | 7–5, 6–7(5), 6–2      |
| Перемога  | 45.  | 18 червня 2005    | Eastbourne International               | Трава      | Ренне Стаббс        | Олена Лиховцева Віра Звонарьова                   | 6–3, 7–5              |
| Перемога  | 46.  | 27 серпня 2005    | Connecticut Open                       | Тверде     | Саманта Стосур      | Хісела Дулко Марія Кириленко                      | 6–2, 6–7(6), 6–1      |
| Перемога  | 47.  | 10 вересня 2005   | Відкритий чемпіонат США з тенісу       | Тверде     | Саманта Стосур      | Олена Дементьєва Флавія Пеннетта                  | 6–2, 5–7, 6–3         |
| Перемога  | 48.  | 2 жовтня 2005     | BGL Luxembourg Open                    | Тверде (i) | Саманта Стосур      | Кара Блек Ренне Стаббс                            | 7–5, 6–1              |
| Перемога  | 49.  | 16 жовтня 2005    | Кубок Кремля                           | Килим (i)  | Саманта Стосур      | Кара Блек Ренне Стаббс                            | 6–2, 6–4              |
| Поразка   | 24.  | 6 листопада 2005  | Філадельфія                            | Тверде (i) | Саманта Стосур      | Кара Блек Ренне Стаббс                            | 6–4, 7–6(4)           |
| Перемога  | 50.  | 13 листопада 2005 | Чемпіонат WTA                          | Тверде (i) | Саманта Стосур      | Кара Блек Ренне Стаббс                            | 6–7(5), 7–5, 6–4      |
| Поразка   | 25.  | 28 січня 2006     | Відкритий чемпіонат Австралії з тенісу | Тверде     | Саманта Стосур      | Янь Цзи Чжен Цзє                                  | 2–6, 7–6(7), 6–3      |
| Перемога  | 51.  | 5 лютого 2006     | Toray Pan Pacific Open                 | Килим (i)  | Саманта Стосур      | Кара Блек Ренне Стаббс                            | 6–2, 6–1              |
| Перемога  | 52.  | 25 лютого 2006    | Мемфіс                                 | Килим (i)  | Саманта Стосур      | Вікторія Азаренко Каролін Возняцкі                | 7–6(2), 6–3           |
| Перемога  | 53.  | 18 березня 2006   | Мастерс Індіан-Веллс                   | Тверде     | Саманта Стосур      | Вірхінія Руано Паскуаль Меган Шонессі             | 6–2, 7–5              |
| Перемога  | 54.  | 1 квітня 2006     | Мастерс Маямі                          | Тверде     | Саманта Стосур      | Лізель Губер Мартіна Навратілова                  | 6–4, 7–5              |
| Перемога  | 55.  | 16 квітня 2006    | Volvo Car Open                         | Ґрунт      | Саманта Стосур      | Вірхінія Руано Паскуаль Меган Шонессі             | 3–6, 6–1, 6–1         |
| Перемога  | 56.  | 10 червня 2006    | Відкритий чемпіонат Франції з тенісу   | Ґрунт      | Саманта Стосур      | Даніела Гантухова Суґіяма Ай                      | 6–3, 6–2              |
| Поразка   | 26.  | 26 серпня 2006    | Connecticut Open                       | Тверде     | Саманта Стосур      | Янь Цзи Чжен Цзє                                  | 6–4, 6–2              |
| Перемога  | 57.  | 8 жовтня 2006     | Porsche Tennis Grand Prix              | Тверде (i) | Саманта Стосур      | Кара Блек Ренне Стаббс                            | 6–3, 6–4              |
| Перемога  | 58.  | 29 жовтня 2006    | Linz Open                              | Тверде (i) | Саманта Стосур      | Коріна Мораріу Катарина Среботнік                 | 6–3, 6–0              |
| Перемога  | 59.  | 5 листопада 2006  | Hasselt                                | Тверде (i) | Саманта Стосур      | Елені Даніліду Ясмін Вер                          | 6–2, 6–3              |
| Перемога  | 60.  | 12 листопада 2006 | Чемпіонат WTA                          | Тверде (i) | Саманта Стосур      | Кара Блек Ренне Стаббс                            | 3–6, 6–3, 6–3         |
| Перемога  | 61.  | 4 лютого 2007     | Toray Pan Pacific Open                 | Килим (i)  | Саманта Стосур      | Ваня Кінг Ренне Стаббс                            | 7–6(6), 3–6, 7–5      |
| Перемога  | 62.  | 17 березня 2007   | Мастерс Індіан-Веллс                   | Тверде     | Саманта Стосур      | Латіша Чжань Чжуан Цзяжун                         | 6–3, 7–5              |
| Перемога  | 63.  | 3 квітня 2007     | Мастерс Маямі                          | Тверде     | Саманта Стосур      | Кара Блек Лізель Губер                            | 6–4, 3–6, [10–2]      |
| Перемога  | 64.  | 13 травня 2007    | German Open                            | Ґрунт      | Саманта Стосур      | Татьяна Гарбін Роберта Вінчі                      | 6–3, 6–4              |
| Перемога  | 65.  | 23 червня 2007    | Eastbourne International               | Трава      | Саманта Стосур      | Квета Пешке Ренне Стаббс                          | 6–7(5), 6–4, 6–3      |
| Поразка   | 27.  | 21 жовтня 2007    | Zurich Open                            | Килим (i)  | Франческа Ск'явоне  | Квета Пешке Ренне Стаббс                          | 7–5, 7–6(1)           |
| Перемога  | 66.  | 1 березня 2008    | Мемфіс                                 | Тверде (i) | Ліндсі Девенпорт    | Анджела Гейнс Машона Вашінгтон                    | 6–3, 6–1              |
| Поразка   | 28.  | 5 липня 2008      | Вімблдонський турнір                   | Трава      | Саманта Стосур      | Серена Вільямс Вінус Вільямс                      | 6–2, 6–2              |
| Перемога  | 67.  | 23 серпня 2008    | Connecticut Open                       | Тверде     | Квета Пешке         | Сорана Кирстя Моніка Нікулеску                    | 4–6, 7–5, [10–7]      |
| Поразка   | 29.  | 7 вересня 2008    | Відкритий чемпіонат США з тенісу       | Тверде     | Саманта Стосур      | Кара Блек Лізель Губер                            | 6–3, 7–6(6)           |
| Поразка   | 30.  | 21 вересня 2008   | Toray Pan Pacific Open                 | Тверде     | Саманта Стосур      | Ваня Кінг Надія Петрова                           | 6–1, 6–4              |
| Поразка   | 31.  | 15 лютого 2009    | Open GDF Suez                          | Тверде (i) | Квета Пешке         | Кара Блек Лізель Губер                            | 6–4, 3–6, [10–4]      |
| Поразка   | 32.  | 5 квітня 2009     | Мастерс Маямі                          | Тверде     | Квета Пешке         | Світлана Кузнецова Амелі Моресмо                  | 4–6, 6–3, [10–3]      |
| Поразка   | 33.  | 12 квітня 2009    | Amelia Island Championships            | Ґрунт      | Квета Пешке         | Чжуан Цзяжун Саня Мірза                           | 6–3, 4–6, [10–7]      |
| Поразка   | 34.  | 16 травня 2009    | Мадрид                                 | Ґрунт      | Квета Пешке         | Кара Блек Лізель Губер                            | 4–6, 6–3, [10–6]      |
| Перемога  | 68.  | 18 жовтня 2009    | Japan Women's Open                     | Тверде     | Чжуан Цзяжун        | Шанелль Схеперс Абігейл Спірс                     | 6–2, 6–4              |
| Перемога  | 69.  | 13 червня 2010    | Birmingham Classic                     | Трава      | Кара Блек           | Лізель Губер Бетані Маттек-Сендс                  | 6–3, 3–2 ret          |
| Перемога  | 70.  | 19 червня 2010    | Eastbourne International               | Трава      | Ренне Стаббс        | Квета Пешке Катарина Среботнік                    | 6–2, 2–6, [13–11]     |
| Поразка   | 35.  | 8 серпня 2010     | Southern California Open               | Тверде     | Ренне Стаббс        | Марія Кириленко Чжен Цзє                          | 6–4, 6–4              |
| Поразка   | 36.  | 15 серпня 2010    | Мастерс Цинциннаті                     | Тверде     | Ренне Стаббс        | Вікторія Азаренко Марія Кириленко                 | 7–6(4), 7–6(8)        |
| Поразка   | 37.  | 18 червня 2011    | Eastbourne International               | Трава      | Лізель Губер        | Квета Пешке Катарина Среботнік                    | 6–3, 6–0              |
| Поразка   | 38.  | 31 липня 2011     | Silicon Valley Classic                 | Тверде     | Лізель Губер        | Вікторія Азаренко Марія Кириленко                 | 6–1, 6–3              |
| Перемога  | 71.  | 14 серпня 2011    | Мастерс Канада                         | Тверде     | Лізель Губер        | Вікторія Азаренко Марія Кириленко                 | walkover              |
| Перемога  | 72.  | 11 вересня 2011   | Відкритий чемпіонат США з тенісу       | Тверде     | Лізель Губер        | Ваня Кінг Ярослава Шведова                        | 4–6, 7–6(5), 7–6(3)   |
| Перемога  | 73.  | 1 жовтня 2011     | Toray Pan Pacific Open                 | Тверде     | Лізель Губер        | Хісела Дулко Флавія Пеннетта                      | 7–6(4), 0–6, [10–6]   |
| Перемога  | 74.  | 30 жовтня 2011    | Чемпіонат WTA                          | Тверде (i) | Лізель Губер        | Квета Пешке Катарина Среботнік                    | 6–4, 6–4              |
| Поразка   | 39.  | 13 січня 2012     | Sydney International                   | Тверде     | Лізель Губер        | Квета Пешке Катарина Среботнік                    | 6–1, 4–6, [13–11]     |
| Перемога  | 75.  | 12 лютого 2012    | Open GDF Suez                          | Тверде (i) | Лізель Губер        | Анна-Лена Гренефельд Петра Мартич                 | 7–6(3), 6–1           |
| Перемога  | 76.  | 19 лютого 2012    | Qatar Ladies Open                      | Тверде     | Лізель Губер        | Ракел Атаво Абігейл Спірс                         | 6–3, 6–1              |
| Перемога  | 77.  | 25 лютого 2012    | Dubai Tennis Championships             | Тверде     | Лізель Губер        | Саня Мірза Олена Весніна                          | 6–2, 6–1              |
| Перемога  | 78.  | 17 березня 2012   | Мастерс Індіан-Веллс                   | Тверде     | Лізель Губер        | Саня Мірза Олена Весніна                          | 6–2, 6–3              |
| Поразка   | 40.  | 18 червня 2012    | Birmingham Classic                     | Трава      | Лізель Губер        | Тімеа Бабош Сє Шувей                              | 7–5, 6–7(2), [10–8]   |
| Поразка   | 41.  | 23 червня 2012    | Eastbourne International               | Трава      | Лізель Губер        | Нурія Льягостера Вівес Марія Хосе Мартінес Санчес | 6–4, ret.             |
| Перемога  | 79.  | 25 серпня 2012    | Connecticut Open                       | Тверде     | Лізель Губер        | Андреа Сестіні Главачкова Луціє Градецька         | 4–6, 6–0, [10–4]      |
| Поразка   | 42.  | 31 березня 2013   | Мастерс Маямі                          | Тверде     | Лора Робсон         | Надія Петрова Катарина Среботнік                  | 6–1, 7–6(2)           |
| Поразка   | 43.  | 11 січня 2014     | Moorilla Hobart International          | Тверде     | Чжан Шуай           | Моніка Нікулеску Клара Закопалова                 | 2–6, 7–6(7–5), [8–10] |